# Almayrac
Almayrac is een gemeente in het Franse departement Tarn (regio Occitanie) en telt 275 inwoners (1999). De plaats maakt deel uit van het arrondissement Albi.

## Geografie
De oppervlakte van Almayrac bedraagt 11,1 km², de bevolkingsdichtheid is 24,8 inwoners per km².
De onderstaande kaart toont de ligging van Almayrac met de belangrijkste infrastructuur en aangrenzende gemeenten.

## Demografie
Onderstaande figuur toont het verloop van het inwonertal (bron: INSEE-tellingen).